# Soljanka
Soljanka (rusky a ukrajinsky: соля́нка) je hustá, kořeněná a kyselá polévka v ruské a ukrajinské kuchyni. Pravděpodobně vznikla v Rusku v 17. století.
Existují tři hlavní druhy této polévky, podle převažující ingredience (maso, ryby nebo houby). Všechny obsahují okurky nakládané ve slaném nálevu, a často zelí, nasolené houby, smetanu a kopr. 
- Soljanka z masa, přísady hovězí maso, šunka, klobásy, kuřecí maso, a zelí, spolu s nasolenými houbami, naloženými okurkami, rajčaty, cibulí, olivami, kapary, kořením, petrželkou, a koprem jsou jemně nakrájeny a smíchané se smetanou vloženy do hrnce. Po přidání vývaru se směs krátce zahřeje bez dosažení bodu varu.
- Rybí soljanka je připravována podobně. Hovězí maso je nahrazeno rybím jako jeseter a losos. Na závěr se přidává citronová šťáva.
- Houbová soljanka, nakrájené zelí je osmahnuto na másle spolu s vinným octem, rajčaty a nakládanými okurkami. Zvlášť jsou osmaženy houby s cibulí. Zelí a houby se smíchají, přidá se máslo a vše je krátce zapečeno.